# Johann Georg Gademann
Johann Georg Gademann (* 14. März 1754 in Schweinfurt; † 25. Februar 1813 ebenda) war ein deutscher Farbenfabrikant.

## Leben und Wirken
Johann Georg Gademann war ein Sohn von Johann Adam Gademann (1699–1763) und Margarete Dor. Michal (1725–1799). Er wuchs in einer Familie mit 15 Geschwistern auf. Sein Vater war ein Schiffer- und Fischermeister, der aus einer Schweinfurter Familie von Fischern und Schiffern kam. Gadermann selbst heiratete 1780 in Schweinfurt Marg. Barbara (1757–1833). Ihr Vater Christoph Fichtbauer arbeitete als Kaufmann, Ratsherr und Stadtzöllner in Mainbernheim.
Gademann erhielt von 1771 bis 1775 eine Ausbildung im Kaufmannsgewerbe. 1777/78 lebte er in Eisenach und ging 1780 wieder nach Schweinfurt, wo er mit seinem Schwager Johann Friedrich Wolf (1756–1825) das Unternehmen Gademann & Co. eröffnete. Nach einigen Jahren führte er die Handelsgeschäfte alleine weiter. In einem Bereich, in dem die Wern Schweinfurt durchfließt, erwarb er eine Mühle, in der er Schusser und Rapsöl produzierte. 1792 erwarb er zusätzlich eine Mühle in Niederwerrn und gründete dort mit zwei Schweinfurtern eine Bleiweißfabrik. Ab 1803 führte er die Geschäfte als alleiniger Inhaber weiter.
Gademann stellte danach in seiner Fabrik in Niederwerrn zusätzlich Mineralfarben her. Der Geschäftsfreund Georg Ernst Wüstenfeld aus Minden gab ihm den Rat, 1804 Wilhelm Sattler anzustellen, der später in einer selbstgegründeten Fabrik Schweinfurter Grün produzierte. Nachdem Gademann verstorben waren, erwarben die Inhaber des von ihm gegründeten Unternehmens die älteste deutsche Bleiweißfabrik, die Johann Martin Schmitt in Schweinfurt aufgebaut hatte. Diese Firma florierte unter Gademanns Nachfolgern, darunter Carl Friedrich Gademann.
Gademann hatte zwei Söhne und drei Töchter. Der Ur-Enkel Ferdinand (* 1880) war ein Kommerzienrat, Ehrenbürger der Stadt Schweinfurt und Inhaber der Firma Gademann.